# Józef (Oriechow)
Józef, imię świeckie Josif Stiefanowicz Oriechow (ur. 21 marca?/2 kwietnia 1871 w chutorze Jeszczeułow, zm. 14 stycznia 1961 w Woroneżu) – rosyjski biskup prawosławny.

## Życiorys
Pochodził z rodziny kozaków dońskich. Ukończył gimnazjum klasyczne w Nowoczerkassku (1899), a następnie Kijowską Akademię Duchowną, gdzie w 1893 otrzymał stopień kandydata nauk teologicznych. W 1894 służył przez kilka miesięcy jako psalmista w cerkwi Trójcy Świętej w Nowoczerkassku. Następnie od maja 1894 do listopada 1895 nauczał języka rosyjskiego oraz języka cerkiewnosłowiańskiego w szkole duchownej we Władykaukazie. W roku następnym, jako mężczyzna żonaty, został wyświęcony na diakona przez biskupa władykaukaskiego i mozdockiego Włodzimierza. Po dziesięciu latach służby kapłańskiej, którą łączył z obowiązkami nadzorcy szkół duchownych w eparchii, został podniesiony do godności protoprezbitera przez kolejnego biskupa władykaukaskiego i mozdockiego Gedeona. W 1910, po śmierci małżonki, złożył wieczyste śluby mnisze. Miał syna Nikołaja (ur. 1895, zm. 1920) i córkę Olgę (ur. 1899, zm. po 1942).
Do 1915 nadzorował szkoły duchowne w eparchii władykaukaskiej, następnie został przeniesiony do służby w Egzarchacie Gruzińskim. W 1917 wymieniony jako redaktor pisma „Wiestnik Kawkazskogo Ekzarchata”. W latach 1917–1921 kierował jako rektor seminarium duchownym w Tbilisi. Był przez pewien czas związany z ruchem odnowicielskim. W latach 1922–1935 służył jako proboszcz parafii przy soborze Przemienienia Pańskiego we Władykaukazie. Po zamknięciu tejże świątyni służył od 1935 do 1941 i ponownie w latach 1942–1945 w cerkwi św. Michała Archanioła w Groznym.
Chirotonię biskupią przyjął 9 września 1945 z rąk patriarchy moskiewskiego i całej Rusi Aleksego I, który mianował go następnie ordynariuszem eparchii woroneskiej i ostrogoskiej; następnie jego tytuł uległ zmianie na biskup woroneski i lipiecki. Tylko w 1945 biskup Józef otworzył w eparchii 19 nowych parafii; w 1946 jego jurysdykcji podlegały 103 parafie, przy czym większość budynków sakralnych zajmowanych przez nie wymagała gruntownej renowacji. Hierarcha regularnie dokonywał wizytacji duszpasterskich w parafiach. Dzięki staraniom Józefa w 1948 władze radzieckie zgodziły się zwrócić prawosławnym cerkiew Opieki Matki Bożej w Woroneżu, którą biskup uczynił swoim soborem katedralnym. Bez powodzenia starał się natomiast o możliwość ponownego otwarcia monasterów w Woroneżu i Zadońsku oraz wznowienia publicznego kultu relikwii świętych biskupów Mitrofana z Woroneża (250. rocznica jego śmierci była w 1953 uroczyście obchodzona w eparchii woroneskiej) oraz Tichona Zadońskiego. W 1950 otrzymał godność arcybiskupa, zaś w 1959 – metropolity. W latach 50. XX wieku doprowadził do przeniesienia na cmentarze miejskie szczątków biskupów woroneskich, których pochowano pierwotnie w sąsiedztwie monasteru Zwiastowania w Woroneżu, zburzonego w tym samym okresie (a zamkniętego jeszcze w latach 20.). Dwa lata później zmarł i został pochowany w sąsiedztwie soboru Opieki Matki Bożej.